# Tyrannochthonius troglophilus
Espèce
Synonymes
- Morikawia troglophila Beier, 1968

Tyrannochthonius troglophilus est une espèce de pseudoscorpions de la famille des Chthoniidae.

## Distribution
Cette espèce est endémique de Nouvelle-Calédonie. Elle se rencontre dans la Grotte de Ninrin-Reu à Poya.

## Description
La femelle holotype mesure 1,1 mm.

## Publication originale
- Beier, 1968 : Some cave-dwelling Pseudoscorpionidea from Australia and New Caledonia. Records of the South Australian Museum, vol. 15, p. 757-765 (texte intégral).